# کونی پرن
 کونی پرن (انگلیسی: Conny Perrin؛ زاده ۲۵ دسامبر ۱۹۹۰) یک تنیس‌باز اهل سوئیس است.